# Dom Księży Mansjonarzy w Krakowie
Dom Księży Mansjonarzy (Dom Parafialny im. Ks. Infułata Ferdynanda Machaya) – zabytkowa kamienica znajdująca się w Krakowie, w dzielnicy I przy placu Mariackim 7, na Starym Mieście.

## Historia
W XIV wieku wzniesiono w miejscu obecnej kamienicy oficynę Domu Mansjonarzy, której tylna elewacja wychodziła na cmentarz przy Kościele Mariackim. Po likwidacji nekropolii przystąpiono do porządkowania placu Mariackiego. Około 1905 oficynę wyburzono i zdecydowano o budowie w jej miejscu nowej, reprezentacyjnej kamienicy. Pierwszy projekt, wykonany przez architekta Kazimierza Brzezińskiego, został odrzucony przez Radę Artystyczną, ciało doradcze Rady Miasta. Wówczas jeden z jej członków, Franciszek Klein, zwrócił się z prośbą o zaprojektowanie budynku do Adolfa Szyszko-Bohusza. Architekt wykonał projekt w ciągu kilku dni, nie pobierając za niego wynagrodzenia. Został on, po długiej dyskusji, zaakceptowany przez Radę Artystyczną. Budową kamienicy kierował autor pierwszego projektu Kazimierz Brzeziński. Została ona ukończona w 1912.
Fasada nowej kamienicy została wykonana w duchu powściągliwego modernizmu, z dominującą wysoką attyką o zgeometryzowanych formach, złagodzonych subtelnymi reliefami. W trakcie budowy kamienicy Brzeziński samowolnie zmienił niektóre elementy projektu, m.in. w zakresie okien i elementów attyki, co zostało skrytykowano publicznie przez Jerzego Warchałowskiego, redaktora naczelnego pisma "Architekt", w opublikowanym w sierpniu 1912 tekście pt. „Zeszpecenie pięknej fasady”.

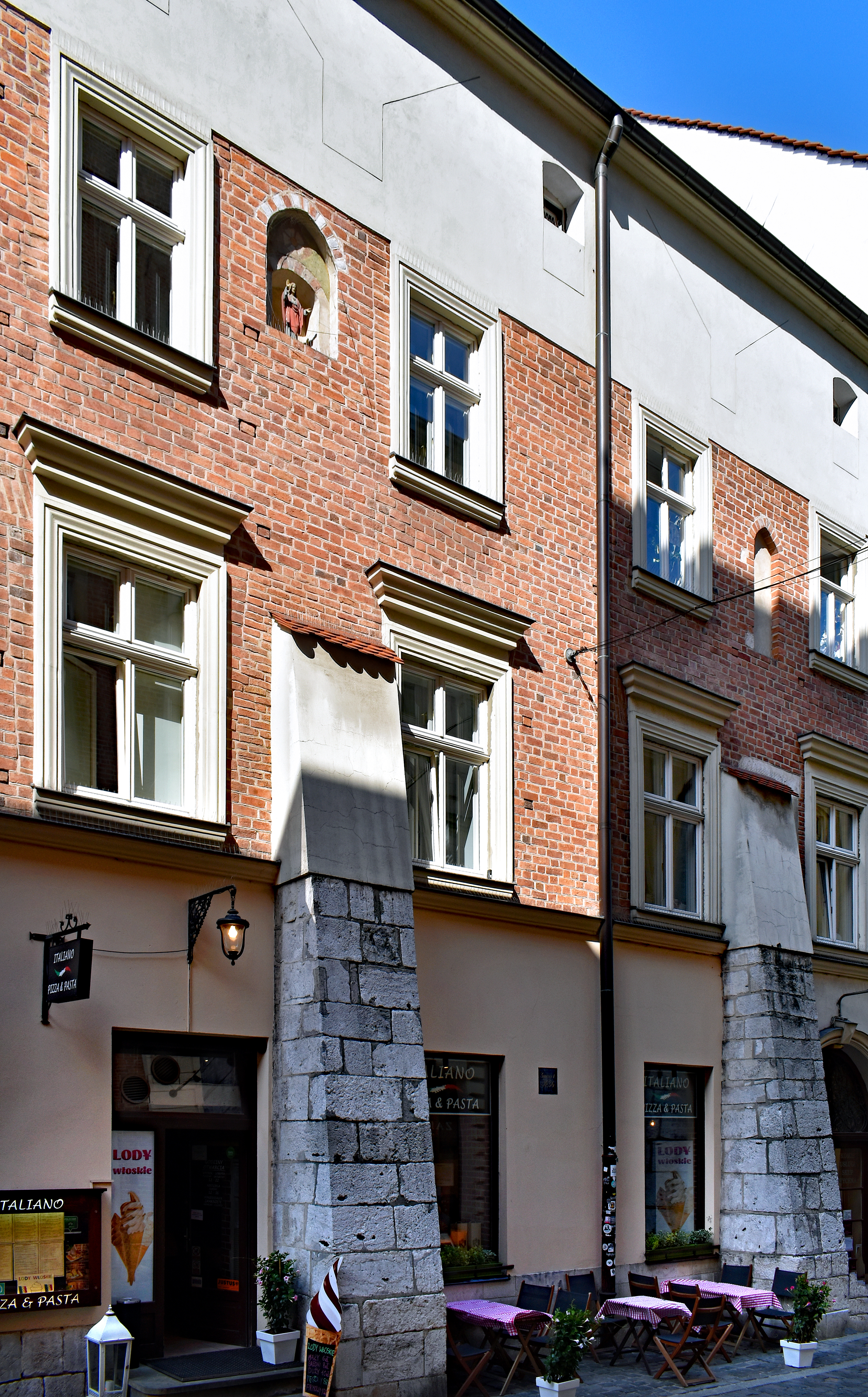
Fasada od ul. Siennej.